# Žrnovo
Žrnovo falu Horvátországban, Dubrovnik-Neretva megyében. Közigazgatásilag Korčula városához tartozik.

## Fekvése
Makarskától légvonalban 40 km-re délre, Korčula városától 3 km-re délnyugatra, Korčula szigetének keleti felén fekszik. Áthalad rajta a szigetet átszelő főút. Főbb településrészei Prvo selo, Brdo, Kampuš és Postrana. A hozzá tartozó fontosabb tengeröblök a Žrnovska banja, a Vrbovica és a Medvinjak.

## Története
A régészeti leletek tanúsága szerint Žrnovo területe már az őskorban is lakott volt. A Rasohatica-öböl feletti Jakasova-barlangból a középső kőkorszakból származó cseréptöredékek, állati csontok és kagylók kerültek elő. Ugyanilyen fekete-szürke-barna szinezésű rokon kivitelezésű kerámiákat találtak a sziget nyugati felén fekvő Vela, és a Pelješac-félszigeten található Gudnja-barlangban is. Az itteni kultúra a Vela-barlang közelében fekvő Vela Luka településről a velalukai kultúra nevet kapta.
A szigeten élő első ismert nép az illírek voltak, akik az i. e. 2. évezredben jelennek meg. A magaslatokon épített erődített településeken éltek, melyek nyomai Korčula szigetének mintegy harminc pontján, többek között a Žrnovo területén fekvő Stražicán és Glaván találhatók meg. Halottaikat kőből rakott halomsírokba temették, melyek általában szintén magaslatokon épültek. Ilyen halom sírok találhatók a település területén többek között Zahomjén és a Szent Vid templomnál is. Az illírek i. e. 30-ig uralták a szigetet, amikor Octavianus hadai végső győzelmet arattak felettük. A római légionáriusok a sziget több pontján letelepedtek magukkal hozva kultúrájukat, életmódjukat, szokásaikat. A római villagazdaságokban nagy mennyiségű gabonát, olívaolajat, bort, sózott halat és más élelmiszert állítottak elő, melyekkel élénk kereskedelmet folytattak. Ezek a tágas, kényelmesen berendezett épületek központi fűtéssel, díszes mozaikpadlóval, luxustárgyakkal rendelkeztek. Žrnovo területéről különösen gazdag római leletanyag került elő. A Žrnovska banja-öbölben hosszúkás alaprajzú, boltíves épületek romjait találták, melyek valószínűleg az itteni gyógyiszap lelőhely fölé épített fürdők voltak. Római villa rustica maradványai találhatók a Kneza-öbölben, ahol mozaikpadló maradványait tárták fel.
A korai középkor időszakából szinte semmilyen adat nem maradt fenn a térségből. A 11. és a 13. század között a žrnovoi területen fejlődött ki Korčula városa. Žrnovo elveszítette korábbi szerepét a sziget keleti felében legfontosabb településként. Žrnovo első írásos említése 1307-ben történt. A 13. században már a korčulai grófok irányították a szigetet, akik alattvalóiknak statutumban (1214-ben) írták elő kötelezettségeiket. A statutumban foglaltakból kiderül, hogy a javak védelmére Žrnovonak is volt saját őrsége, melyet kumpanijának neveztek. A 14. századtól a szigeten felépült, vagy megújult számos templom és a hitélet egyre szervezettebb lett. A templomot közül a temetőben álló Szent Vid templomot már 1300-ban, a Szent Márton plébániatemplomot és a Prvo Seloban álló Szent Mihály templomot  1329-ben említik először. A prvo seloi Kisboldogasszony templom 1458-ban épült. A török veszély is fennállt már a 15. századtól, de a török sohasem támadta meg komolyabb erőkkel a szigetet. A katonát és az őrséget a középkorban alapított vitézi rend a kumpanija biztosította. Közigazgatási szempontból Žrnovo is hozzá tartozott a középkori korčulai közösséghez, melynek központja 1843-ig Korčula városában volt.
A velencei uralomnak 1797-ben vége szakadt és osztrák csapatok vonultak be Dalmáciába. 1806-ban az osztrákokat legyőző franciák uralma alá került, de Napóleon lipcsei veresége után 1813-ban újra az osztrákoké lett. A településnek 1857-ben 969, 1910-ben 1781 lakosa volt. 1918-ban az új szerb-horvát-szlovén állam, majd később Jugoszlávia része lett. A második világháború idején 1941 és 1943 között olasz megszállás alatt volt. A háború után a szocialista Jugoszlávia része lett. 1955-ben az újraszervezett Korčula községhez került. A  független Horvátország megalakulása utáni közigazgatási reform alkalmával, 1993-ban Korčula városához csatolták. 2011-ben 1368 lakosa volt, akik főként a közeli Korčula városában dolgoztak és a turizmusból éltek. A településen posta és iskola működik.

## Népesség
| Lakosság változása | Lakosság változása | Lakosság változása | Lakosság változása | Lakosság változása | Lakosság változása | Lakosság változása | Lakosság változása | Lakosság változása | Lakosság változása | Lakosság változása | Lakosság változása | Lakosság változása | Lakosság változása | Lakosság változása | Lakosság változása |
| ------------------ | ------------------ | ------------------ | ------------------ | ------------------ | ------------------ | ------------------ | ------------------ | ------------------ | ------------------ | ------------------ | ------------------ | ------------------ | ------------------ | ------------------ | ------------------ |
| 1857               | 1869               | 1880               | 1890               | 1900               | 1910               | 1921               | 1931               | 1948               | 1953               | 1961               | 1971               | 1981               | 1991               | 2001               | 2011               |
| 969                | 1.152              | 1.385              | 1.645              | 1.606              | 1.781              | 1.781              | 1.592              | 1.439              | 1.501              | 1.427              | 1.363              | 1.184              | 1.267              | 1.296              | 1.368              |

## Nevezetességei
- Szent Márton tiszteletére szentelt plébániatemplomát[4] 1329-ben említik először, valószínűleg közvetlenül a korčulai püspökség alapítása után épült. Žrnovo első temploma a temetőben álló Szent Vid templom volt, de ennek a bővítésére nem volt lehetőség, ezért építették a Kampuš nevű településrészen álló Szent Márton templomot. A templom eredetileg a mainál jóval kisebb volt, de az évszázadok során többször hozzáépítettek. Erről a bejárat feletti 1619-es, 1678-as és 1911-es évet tartalmazó feliratok emlékeznek meg. Mai formáját lényegében a Spanić püspök idejében 1678-ban végzett bővítés után nyerte, utolsó felszentelése pedig az 1911. évi munkák után 1913. május 26-án történt. A templomhoz ciprusokkal szegélyezett út vezet fel, a templomtól nagyszerű kilátás nyílik a környékre.
- A temetőben álló Szent Vid templom[5] a település legrégibb temploma, melyet már 1300-ban plébániatemplomként említenek. A templomnál egy 12. századi kora román kőtöredéket is találtak, mely alapján az épület akár 12. századi eredetű is lehet. A templom előtt tartják minden évben a Mostra nevű hagyományőrző műsort.
- A prvo seloi Mihály arkangyal templomot[6] 1329-ben említik először. A 16. században és 1722-ben is megújították.
- A prvo seloi Kisboldogasszony templomot 1458-ban építette a Baničević család egy még korábbi, a 10. vagy a 11. századból származó templom alapjain.
- A postranai Szent Rókus templomot 1874-ben építették egy 16. századi templom alapjain. Egy nagy kerek sziklateraszon áll, melyet öreg fák vesznek körül.
- A brdoi Szent Antal templom 1897-ben épült.
- Az Orlanduša-öböl feletti hegyen álló Szent Eusztáhia (népies nevén Staš) templomnak 1575-ben faragott szenteltvíztartója van.
- A dubrovai Szent Fülöp és Jakab templom[7] 1515-ben épült Žrnovo és Pupnat között. Négyszög alaprajzú, apszis nélküli, nyeregtetős épület. A középkori eredetű, egyszerű kivitelezésű szakrális épületek csoportjába tartozik.
- További használaton kívüli templomok még a Humon álló Szent Illés kápolna, mely valószínűleg a 15. században épült, a Banján álló Szent Lőrinc kápolna, mely valószínűleg 15. századi, a Humon álló Szent Kereszt kápolna, mely a 15. században épült, de befejezetlen maradt és ma már rom, valamint a Banja felé vezető úton épített 14. századi Szent Miklós kápolna, mely szintén romokban áll.
- A žrnovoi Postranán található a sziget egyik legjobb állapotban fennmaradt kastélya, mely egykor egy híres diplomata Jakov Baničević tulajdona volt. Baničević tanácsadója volt I. Miksa császárnak és V. Károly császárnak is. Jó barátja volt többek között Rotterdami Erasmus, Albrecht Dürer és Pietro Bembo. A Postranán álló szülőháza emléktáblával van megjelölve.
- A Postrana településrész feletti Bilušin-hegyen két őskori kőhalom található. Mindkettőt lényegesen átalakították a későbbi mezőgazdasági munkák, az egyiket részben meg is semmisítették az építkezések. A halmok stratégiai szempontból kitűnő helyen vannak, ahonnan Korčula szigetének keleti részét, valamint a Pelješac- és a Mljet-csatornák egy részét is ellenőrizni lehetett, ezért feltételezhető, hogy megfigyelőhelyként használták őket, de nem kizárt temetkezési célú használatuk sem.[8]
- A Žrnovska banja-öbölben hosszúkás alaprajzú, boltíves római épületek romjait találták, melyek valószínűleg az itteni gyógyiszap lelőhely fölé épített fürdők voltak. Római villa rustica maradványai találhatók a Kneza-öbölben, ahol mozaikpadló maradványait tárták fel.
- A Jakasova špilja régészeti lelőhely néhány kilométerre délre a Postrana nevű településrésztől Korčula szigetének keleti részén található. A barlang körülbelül száz méterrel a hegytetőn, a Rasohatice-öböl felett található. A barlang 94 m hosszú, bejáratból és két nagy teremből áll. A régészeti rétegek közvetlenül a bejárat mögött levő területen találhatók. A feltárt réteg vastagsága körülbelül 1 méter. Korábbi kutatások szerint a barlang a középső neolitikumtól a bronzkorig lakott volt. A barlang a bronzkor közepétől 1916-ig a talajerózió miatt teljesen el volt zárva a külvilágtól.[9]

## Oktatás
A Szent Márton templommal szemközt jelenleg üresen áll a régi žrnovoi iskola, melyben a felújítás után a Korčulai Állami Levéltár fog helyet kapni.

## Kultúra
- A településen 1972 óta tamburazenekar működik.
- A plébánián 1942 és 1993 között domonkos rendi nővérek szolgáltak. Ma Korčulából járnak ki vezetni a templomi énekkart.
- A település jelentős folklór tradíciókkal rendelkezik.

## Híres emberek
- A Žrnovohoz tartozó Postranán született korának neves diplomatája Jakov Baničević.
- Itt született a híres horvát író és akadémikus Petar Šegedin. Tiszteletére a szomszédos Korčuléa városában minden második évben megrendezik a Petar Šegedin napokat.
- Žrnovon született több neves kortárs horvát művész, Radoslav Duhović szobrász, Nikola Skokandić grafikus, Ante Radovanović, Frano Cebalo és Abel Brčić festőművészek.